# ゲイ・アンド・レズビアン・マルディ・グラ

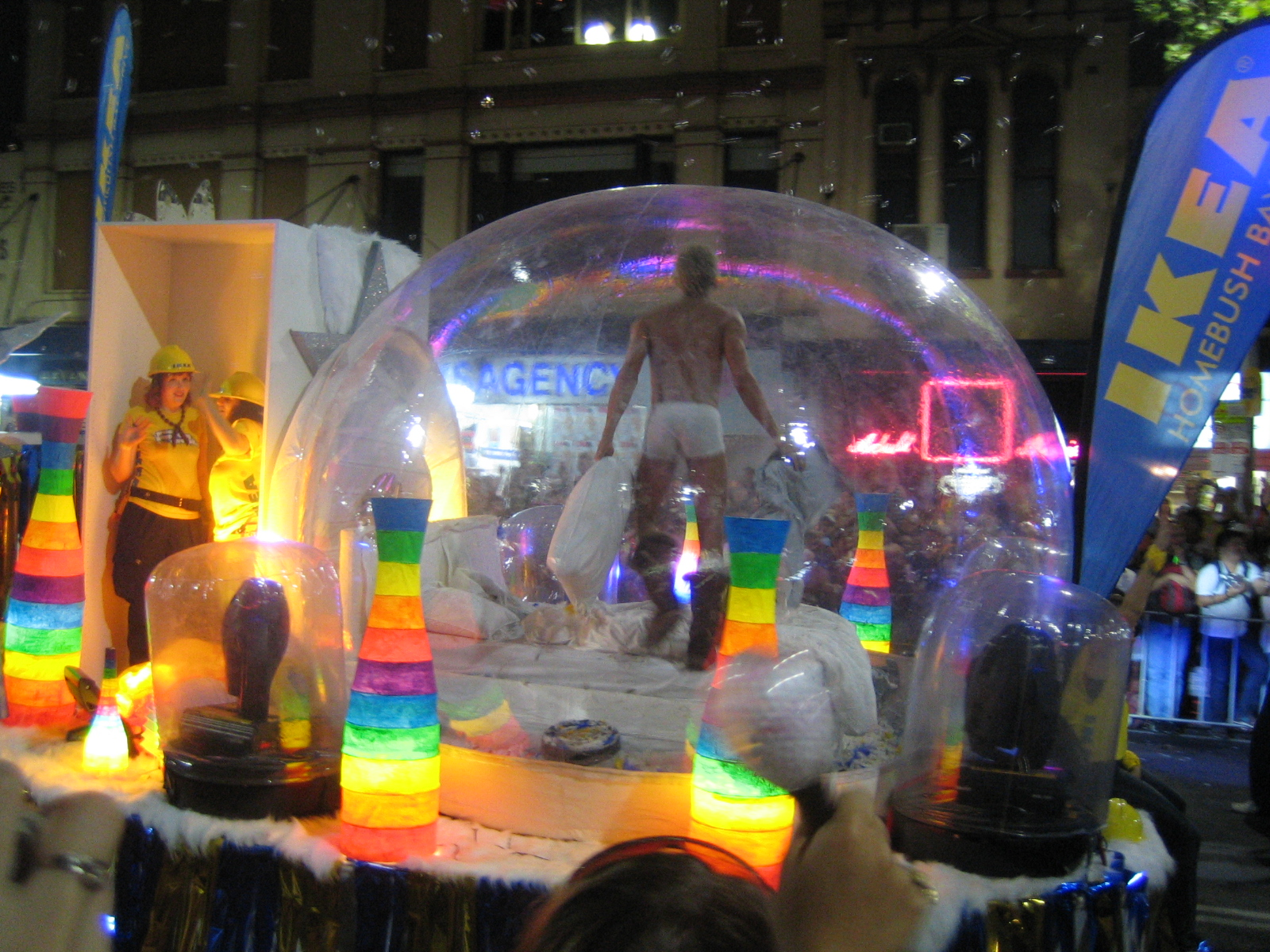
2006年開催時

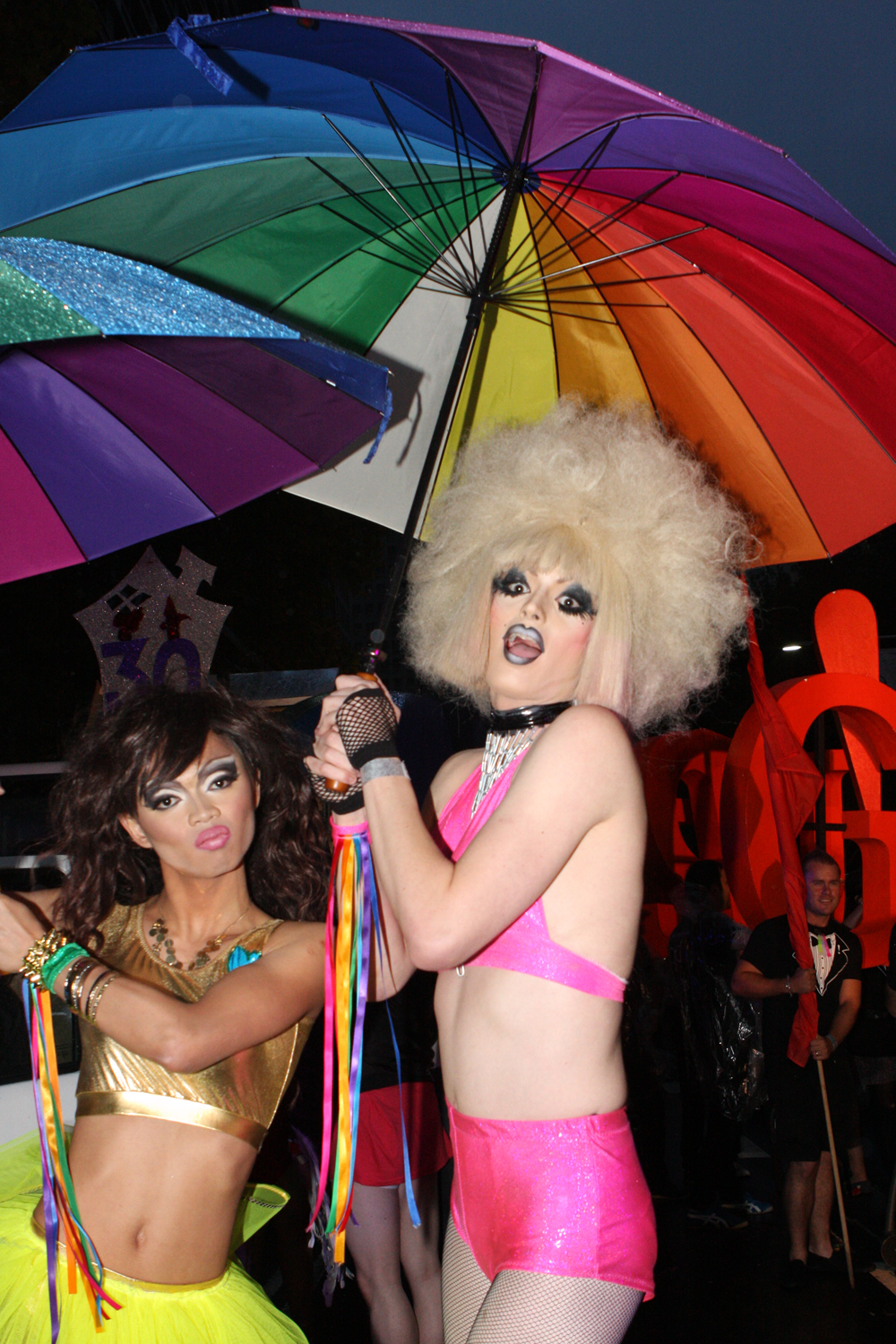
2012年開催時の参加者

シドニー・ゲイ・アンド・レズビアン・マルディ・グラ(英語: Sydney Gay and Lesbian Mardi Gras座標: 南緯33度52分50秒 東経151度13分02秒 / 南緯33.88068度 東経151.21719度)は、オーストラリアのシドニーで毎年2月の第二木曜日にはじまり3月の第一土曜日に終わるLGBTの祭典である。

## 概要
1975年に南オーストラリア州で、1984年にはニューサウスウェールズ州でも同性愛が合法化された。それまではまだ犯罪として扱われていて、実際に何人も逮捕者が出た。この状況に対する抵抗運動として、デモ行進が始まった。この祭典は毎年最終の週末に開かれるが、それは1968年のストーンウォールの反乱が起こった6月28日に因んでこの時期が選ばれた。
1978年6月24日、同性愛者達によるデモ行進が行われ、これが祭典の出発点となる。回数を増す毎に規模が大きくなり、毎年二万人が参加する。民放テレビ局による生中継も行われ、同国を代表するイベントとなった。映画祭や音楽祭、演劇も開かれる。オックスフォード・ストリートを通るパレードは参加自由だが、その後に開かれるパーティーは許可を得た人しか出入り出来ない。ここには毎回特別ゲストが登場する。2010年には、ジョージ・マイケルやアダム・ランバートらが出演した。尚、本来「マルディ・グラ」とはフランス語で「肥沃な火曜日」を意味し、もともとカトリックなど西方教会の文化圏で初春に見られるカーニバルの最終日を指す言葉だが、当イベントは週末に開かれる。

## 歴史
第１回の祭典は、1978年6月24日の午後10時にスタートしたデモ行進であった。
主催者が事前に許可を得ていたものだったが、この許可は取り消され、デモ行進は警察に解散させられた。
この騒動により53人が拘束される事件となった。
デモの主催者は殆どが逮捕され、新聞シドニー・モーニング・ヘラルドは彼らの実名を報じた。この報道によって彼らは知人や会社にアウティング（暴露）された形となり、当時シドニーのあるニューサウスウェールズ州は同性愛が違法行為であったため、彼らの多くは職を失う結果となった。
1981年にパレードは2月（夏）開催に変更され、名称も「シドニー・ゲイ・マルディ・グラ」に改称された。回を追うごとに参加者だけでなく、パレードを見る見物人も増加し、1988年に「ゲイ・アンド・レズビアン・マルディ・グラ」に再び改称された。

## パレード
パレードはオックスフォード・ストリートを通り、フリンダーズ・ストリートで曲がり、アンザック・パレードと並行して走るバスレーンを通ってゴールに到着する。パレードルートのビル屋上には花火のディスプレイがされている箇所も多い。これらの通りとハイドパーク周辺の道路はパレードの通過後清掃が完了する数時間後まで封鎖される。観客はパレード開催日の正午頃から集まり始め、夜8時にはパレードルートの一部がとても混雑する。
パレードは約200人のDykes on Bikesがスタートを走り、その後、様々なグループが後にが続くが、エキゾチックなコスチュームやダンスミュージックというゲイコミュニティ色の強いものが多い。
主催者によって、毎年「The Chief of Parade」が選ばれている。2007年はゲイ映画のスターであるルパート・エヴェレットが、2008年にはアメリカのコメディアン マーガレット・チョーが、2009年は、オーストラリア出身のオープンゲイで北京オリンピック金メダリストのマシュー・ミッチャムが務めた。2008年にはゲイ・アイコンのキャシー・グリフィンが主演するエミー賞受賞のリアリティ番組「Kathy Griffin: My Life on the D-List」がマルディ・グラ開催中のシドニーで収録され、パレードにも参加した。

## パレード終了後のパーティ

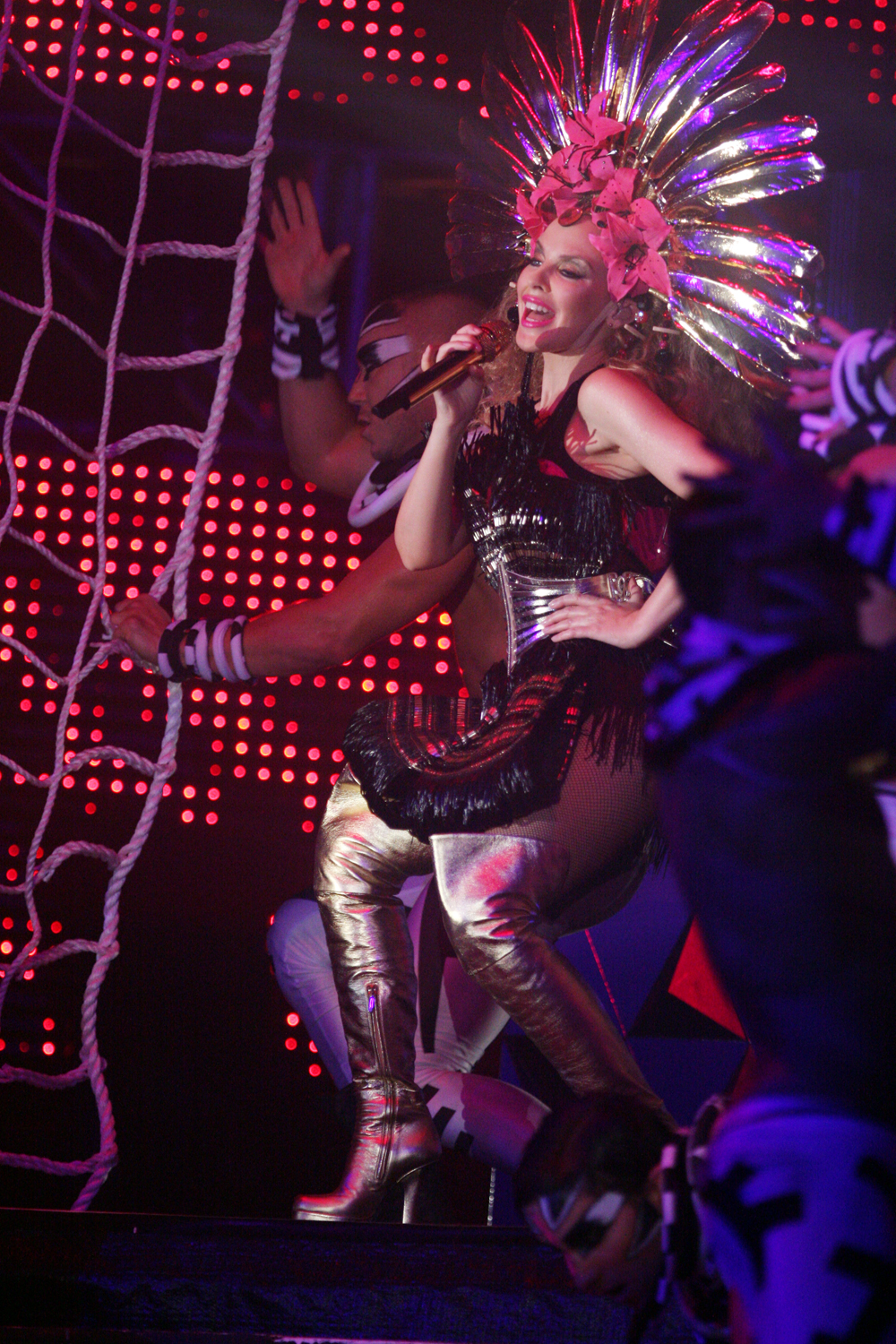
2012年のアフターパーティに出演したカイリー・ミノーグ

パレード終了後に行われるパーティーは、オーストラリアで継続されているイベントのなかでは最大規模のものの一つである。シドニーのホールデン・パビリオン（en）における観客動員はピーク時の1988年に2万7千枚のチケット販売を記録した。その後の年では1万7千枚から2万枚のチケット販売枚数で推移している。今日でこそ多くの参加者を集めているが、1980年にパディントン・タウンホールで行われた際は700名程度の動員であった。2010年のパーティーはパレード開催日の夜に行われなかった。これは後に開催者のミスと判明している。

### 参加アーティスト
最近20年間の間に、多くのオーストラリア国内外のアーティストがパーティーに出演している。
- 1990年 - サム・バッコ（en、豪ラグビー選手）、マーシャ ハインズ（en）
- 1994年 - ジョン・ポール・ヤング（en）, カイリー・ミノーグ
- 1995年 - ボーイ・ジョージ
- 1996年 - トゥルーディ・バレンタイン（Trudi Valentine, ドラァッグクイーン）、テルマ・ヒューストン（en）
- 1997年 - チャカ・カーン、ヴィレッジ・ピープル（グループ）
- 1998年 - ジミー・サマーヴィル（en）、 カイリー・ミノーグ、ダニー・ミノーグ
- 1999年 - ダニー・ミノーグ、マーシャ ハインズ、エリン・ハミルトン（en）、ジミー・バーンズ（en）
- 2001年 - ヴァネッサ・アモロッシ（en）、シーナ・イーストン、クリスティン・アヌ（en）
- 2002年 - ヒューマン・ネイチャー（en、バンド）、バルドー（en、ポップグループ）、デボラ・コックス（en）
- 2003年 - スザンヌ・パルマー（en）
- 2005年 - ニッキ・フレンチ（en）、ダレン・ヘイズ、ティナ・アリーナ、コートニー・アクト（en、ドラァッグクイーン）
- 2006年 - ベビー・マルチェロ（Baby Marcelo）、ジミー・サマーヴィル
- 2007年 - ヤング・ディーヴァス（en、グループ）、ボーイ・ジョージ
- 2008年 - シンディ・ローパー、オリビア・ニュートン＝ジョン
- 2009年 - アリソン・ジャー（en、カバレーダンサー）、ティナ・アリーナ
- 2010年 - ジョージ・マイケル、ケリー・ローランド（en）、アダム・ランバート、アマンダ・ルポール（en、女優）
- 2011年 - ウィンター ゴードン（en）、アレクシス・ジョーダン（Alexis Jordan）
- 2012年 - カイリー・ミノーグ
- 2013年 - デルタ・グッドレム
- 2014年 - ティナ・アリーナ
- 2015年 - ダニー・ミノーグ
- 2018年 - シェール (Cher)

## イベントへの支援
上院議員ナターシャ・ストット・デスポジャ（en）やペニー・ウォン（en）、オーストラリア代議員のアンソニー・アルバネーゼ（en）、タンニャ・プリバースク（en）、シドニー市長のクローヴァー・ムーア（en）といった 地元シドニーや連邦の政治家からの政治的な支援が集まっている。
このイベントはオーストラリアのLGBTIコミュニティイベントと、実入りが良いゲイの国際的サーキットパーティー（en、昼夜を通して行われるダンスイベント）のイベントとしてかつては知られており、1998年におけるこのイベントはニュー・サウス・ウェールズ州に990万ドルの経済効果をもたらしたと推計されているが、2000年代には運営団体が財政難により破綻した。これは当時の財政マネージメント力不足によるとされ、またゲイコミュニティの中からはオーストラリアにおいて同性愛が徐々に受け入れられてきたことにより、この種のイベントが地域のイベントと統合されて徐々に必要性が減ってきているためだという声もある。
別の理由としてオーストラリアで継続中の賠償責任保険の危機にあるとしている。この危機により、コミュニティや公的イベントに多額の保険料の負担が科されて財政を圧迫している。この差し迫った組織崩壊の危機の結果、シドニーのLGBTIコミュニティに対する関心の高まりや支援が集まり、その結果として組織"New Mardi Gras"への再生が行われ、イベントが継続できることとなった。
シドニーで年末に行われるスリーズ・ボール（Sleaze Ball）というイベントの収益はマルディ・グラ開催に使われている。

## イベントへの反発
マルディ・グラは様々な宗教団体や政治関連団体の反発に絶えずさらされてきた。
フレッド・ナイル・州下院議員とオーストラリア連合教会の前代表は祈祷師に雨乞いをさせて妨害したと伝えられている。
マルディ・グラへの批判はエイズが広まり始めた初期の頃に最も大きく、その後 豪・ABCがパレードのテレビ放送を開始した1994年に再燃した。FM・インターネットラジオ局のTriple Jも同様に中継を行っている。
近年ではフェスティバルにおける商業性増加の傾向に対する批判もある。また、政治的な声明やゲイ・プライドを表現することが未だに必要か否かといった議論もある。統計ではフェスティバル期間中にホモフォビアの憎悪犯罪がピークを迎えるとの集計がある。

## 今日のマルディ・グラ

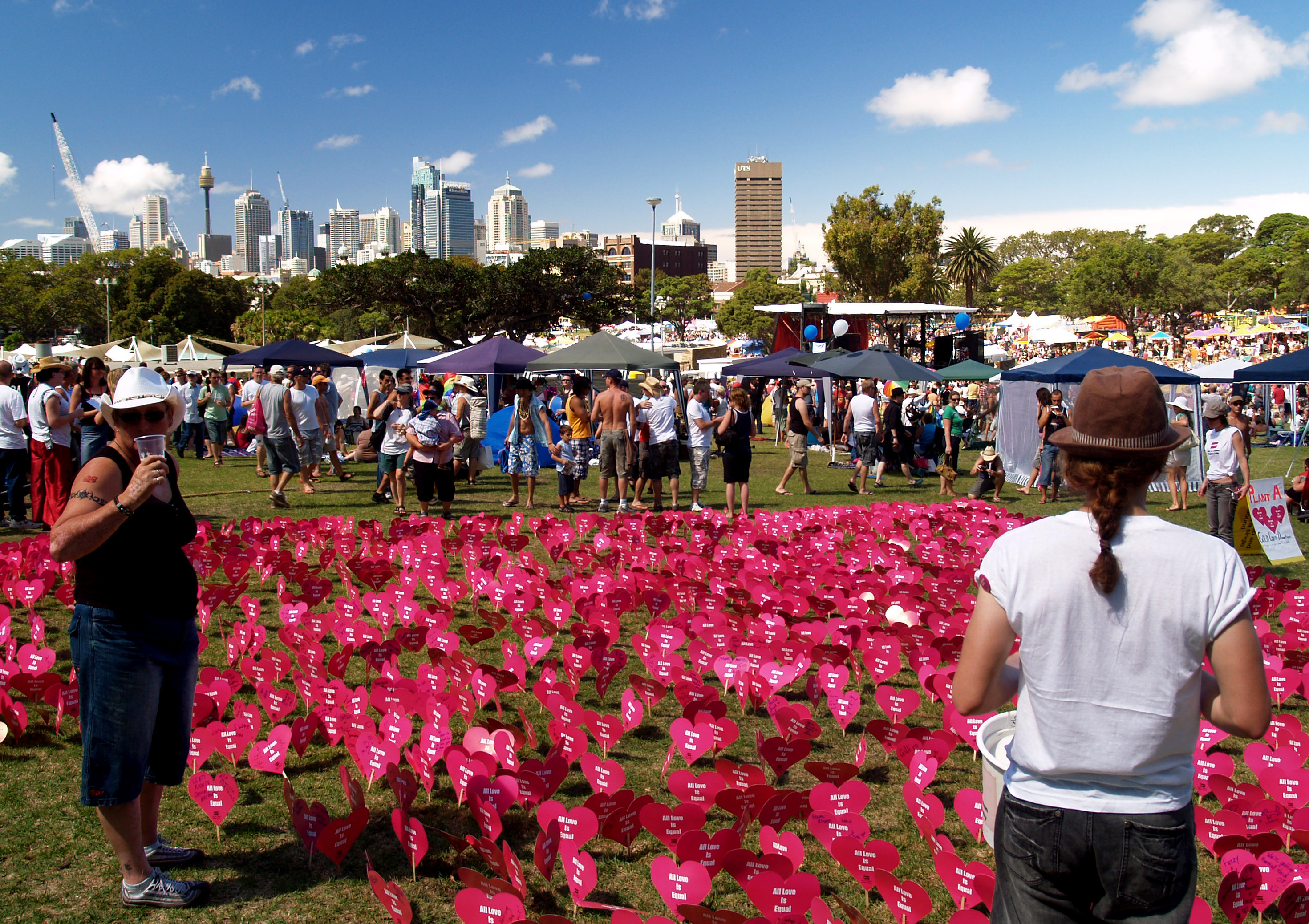
2007年のフェアデイにて公園に設置されたアートワーク「Sea of Hearts」

多くの年には全体を通じたテーマがあり、全てのイベントを網羅したマガジン形式のガイドが発行されている。1996年、1997年、2003年にはマルディ・グラのコンピレーション・アルバムがリリースされた。
1月の最終週にシドニー・オペラハウスでフェスティバルが行われる。フェアデイ（Fair Day）と呼ばれるヴィクトリアパークで行われるフェスティバルの中間日に行われる日中のイベントには6万5千人の人が訪れる。その週末には同じ公園でプールパーティーが行われる。このイベントは日没前から始まるノンストップのイベントで、スパッツ姿の客が集まっている。
フェスティバルのエンターテイメントには、カバレ、コメディ、音楽と演劇が含まれている。また、マルディ・グラ映画祭では、ゲイ・レズビアンをテーマとした映画の上演が行われている。文学やアートイベント、社会活動に関するフォーラムや会議なども多く開催される。